# Suerte (Chance)
Suerte (Chance) es una novela de Joseph Conrad, publicada completa en 1913 siguiendo la publicación en serie del año anterior. Aunque la novela no es una en las que se basa la reputación de Conrad, fue su mayor éxito comercial desde su publicación inicial.

## Argumento
Chance es contada por el narrador habitual de Conrad, Charles Marlow, pero se caracteriza por una narrativa compleja e intrincada en la que diferentes narradores abordan la historia en diferentes puntos. La novela también es inusual entre las obras de su autor por su enfoque en un personaje femenino: la heroína, Flora de Barral.
Los narradores describen e intentan interpretar varios episodios en la vida de la señora de Barral, la hija de un estafador condenado llamado Smith de Barral (aunque este personaje es famoso en el mundo de la novela como un criminal, puede, al menos al principio, haber sido simplemente un banquero incompetente). La señorita de Barral lleva una vida protegida mientras su padre es próspero, pero luego debe confiar en la generosidad de los demás, que la rechazan o tienen planes para ella, antes de que se escape y se case con un tal Capitán Anthony. Gran parte del libro implica la reflexión de los distintos narradores sobre lo que ella y el Capitán esperaban de esta unión, y lo que realmente obtuvieron de ella. Cuando su padre sale de la cárcel, se une a ellos en el barco y el libro se dirige hacia su desenlace.

## Repercusión
Chance abrió un camino hacia el éxito comercial para Conrad después de años de lento progreso y oscuridad. Este éxito podría ser medido por la venta récord del libro en 1914, que vendió más que todas sus publicaciones anteriores y lo llevó a la fama.
Rompiendo con la tradición, Chance abordó los problemas sociales relacionados con el feminismo y la especulación financiera planteados por la Sra. Fyne y Flora de Barral, tal como los presentan los narradores. La trama de la novela oscila entre la voluntad humana y la actividad yuxtapuesta con una fuerza apática que puede anular la importancia de la acción humana. El estilo complejo de la narrativa de Conrad en esta novela invitó a las objeciones de críticos y lectores por igual.